# Йотей (гора)

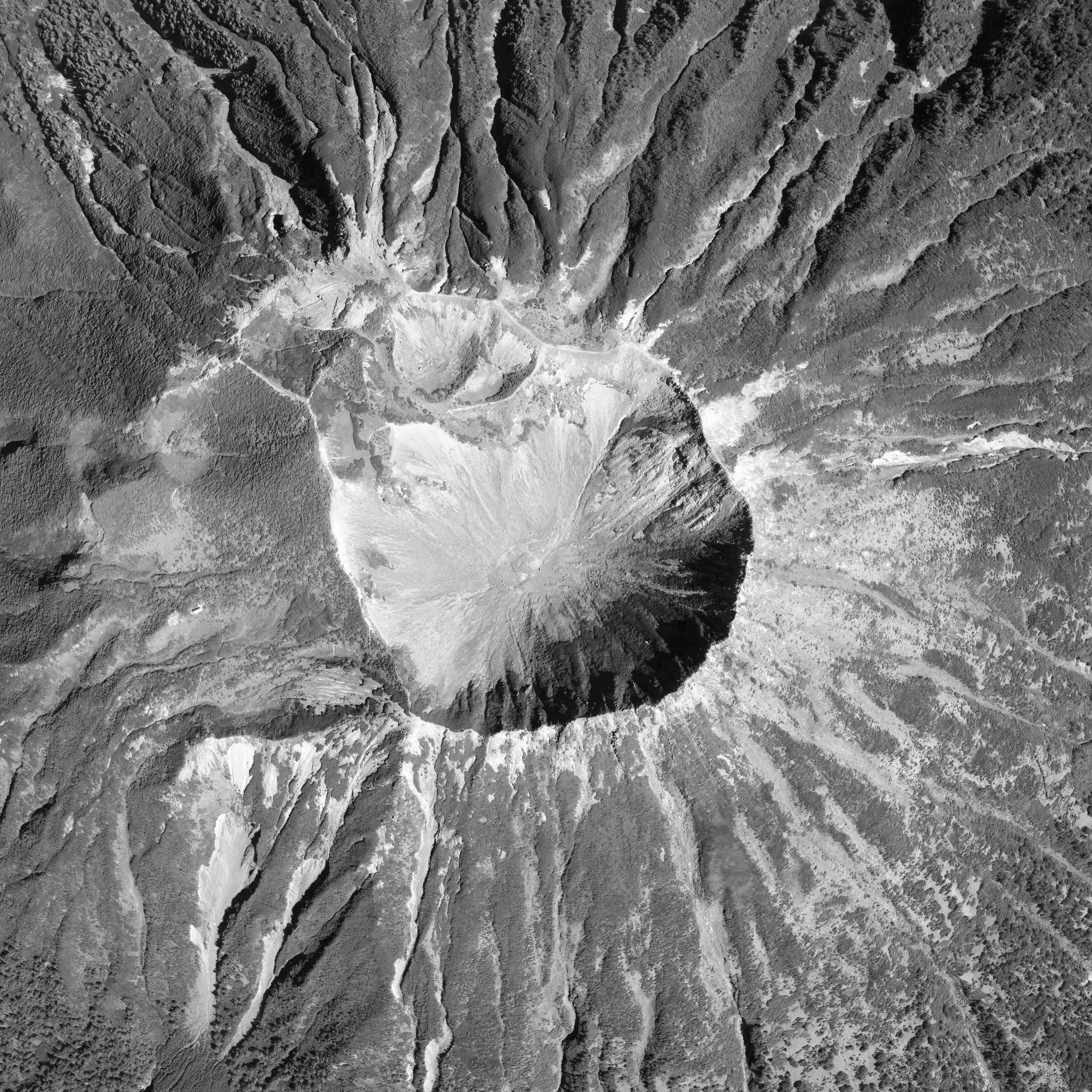
Кратер гори Йотей Створено на основі аерофотознімків служби перегляду карт і аерофотознімків Інституту географії Японії, Міністерства землі, інфраструктури, транспорту та туризму.

Гора Йотей — це стратовулкан висотою 1898 м, розташований у південній частині регіону Сірібесі на Хоккайдо (північно-західна провінція Ібурі ). Гора  включена до списку 100 відомих гір Японії  . Гора входить до національного парку Сікоцу .

## Опис
Гора Йотей — це діючий стратовулкан, кратер якого має діаметр 700 м і глибину 200 м,  на західному та північно-західному схилі є бічні кратери.  Він має майже ідеальну конічну форму, тому його називають Езо Фудзі через схожість горою Фудзі 
На вершині гори сходяться кордони п'ятьох населених пунктів повіту Абута: Маккарі, Нісеко, Куттян, Кьоґоку, Кімобецу. 
Точка тріангуляції першого класу (назва точки "Маккарі") становить 1892,7 м, а точка тріангуляції третього класу (назва точки  "Кітаяма") на зовнішньому кільці кратера має 1843,7 м. Йотей  —  це найвища гора в південно-західній частині острова Хоккайдо й  одна з 24 найвидатніших вершин в Японії.
На сході, півночі і заході від вулкана протікає річка Сірібецу.
На горі Йотей є вертикальна поясність природних зон: широколистяні ліси біля підніжжя, хвойні ліси та альпійські рослини, такі як рододендрон золотистий  і Phyllodoce caerulea. Територія вершини гори була визначена національною природною пам’яткою як «Зона альпійської флори гори Йотей » у 1921 році . 
Тут можна побачити багато диких тварин, таких як бурі ведмеді, руда лисиця Езо, заяц-біляк, хоккайдські білки, бурундуки та хоккайські олен, а також було підтверджено понад 130 видів диких птахів, з яких рідкісні види —  дятел чорний, рибалочка-чубань,  сплюшка східноазійська, голуб зелений, японська синиця.
Озеро вулканічного кратера Хангецу, утворене вулканічною діяльністю біля підніжжя північно-західного схилу гори, має форму півмісяця, оскільки всередині кратера утворився лавовий купол, менший за діаметр кратера. Озеро має площу 1,3 квадратних кілометра, оточене густим пралісом. Поруч із озером розташовано кемпінг  та природний парк озера Хангецу.

## Історія вулканічної діяльності
Активність гори поділяють на два періоди: Старий вулкан Йотей до обвалу гірського тіла та Новий вулкан Йотей після обвалу гірського тіла. 
Приблизно 60 000–50 000 років тому вулкан Палео-Йотей мав плініанські виверження та активно викидав пемзу, вулканічний попіл, потоки лави та пірокластичні потоки, в  результаті чого приблизно 40 000 років  стратовулкан мав висоту близько 1700 м. Приблизно 40 000–33 000 років тому  вулкан Йотей припинив свою діяльність та почав руйнуватися, що створило великі поклади  осадкових гірських порід у західного підніжжя  гори  .
Повторне виверження почалось приблизно 33 000 років тому  . Центральний кратер був центром активності протягом останніх 10 000 років, під час виверження приблизно 4000 років тому потік лави досяг частини міста Куттян , а останнє виверження відбулося приблизно 1000 років тому  . 
Основними породами вулкану є андезит і дацит, його старі частини мають  амфібол і кварц, а нові  —   фенокристали .

## Маршрути скелелазіння
Є чотири маршруту підняття на гору Йотей: маршрут Куттян (підйом від озера Хангецу), маршрут Кіогоку, маршрут  Маккарі (має менш стрімкий схил) та маршрут Кімобецу. Підйом та спуск по кожному маршруту займає понад 8 годин.
На висоті 1700 м на західному схилі гори є гірська хатинка та місце для відпочинку, проживання у хатинці платне, вона відкрита з середини червня до середини жовтня, але вода та їжа не продаються.

## Галерея

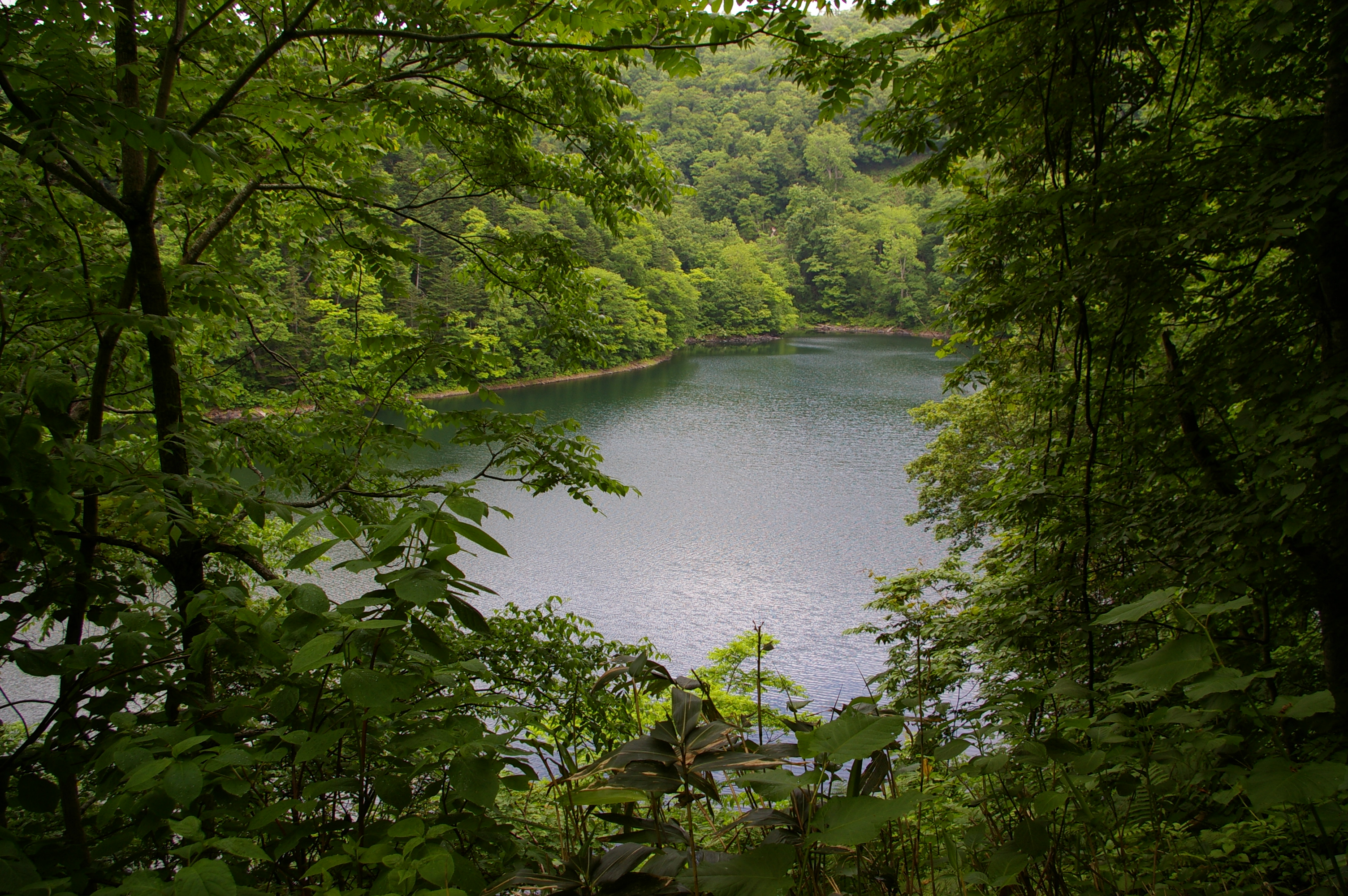
Півмісячне озеро
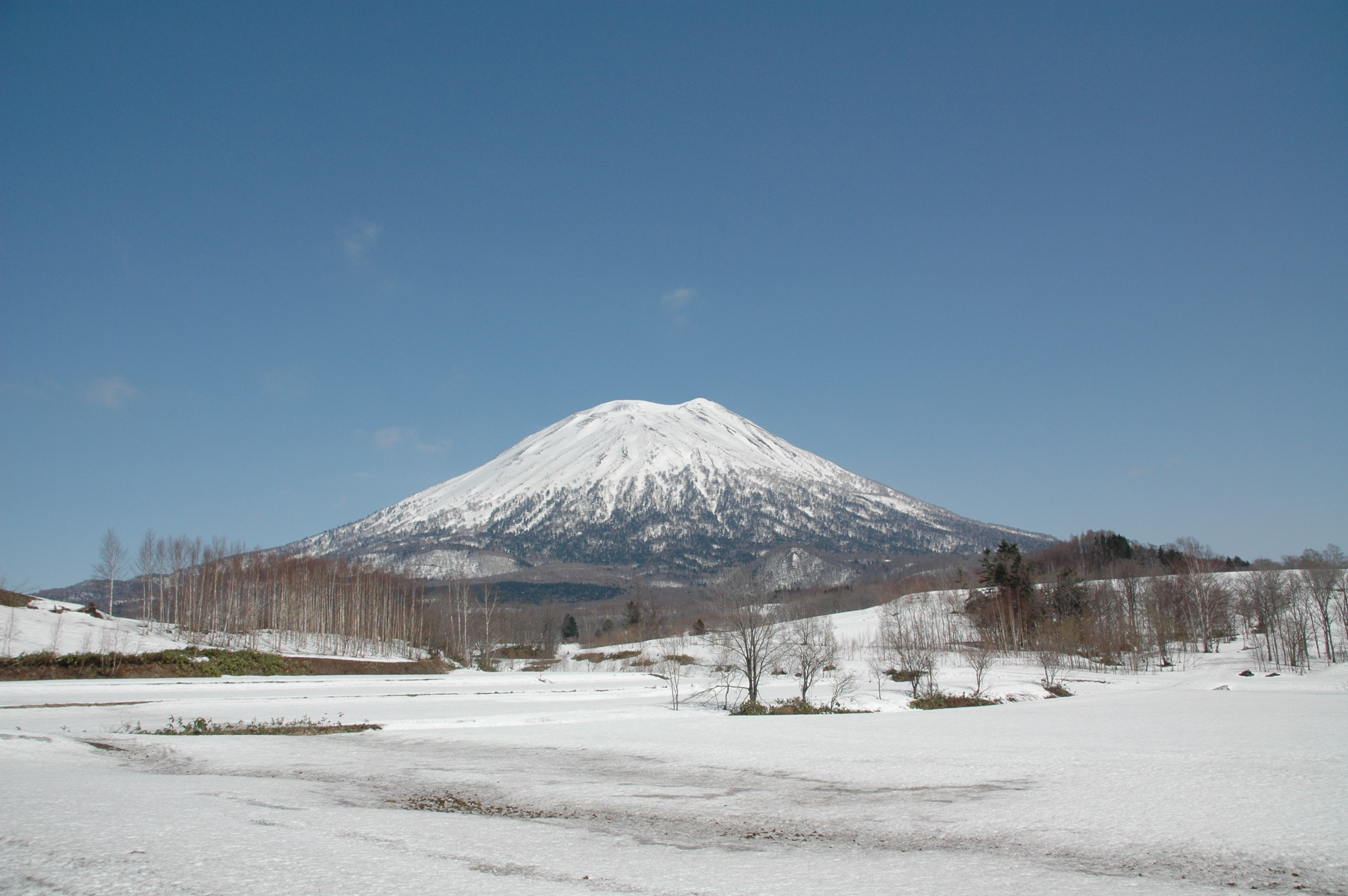
Гора Йотей
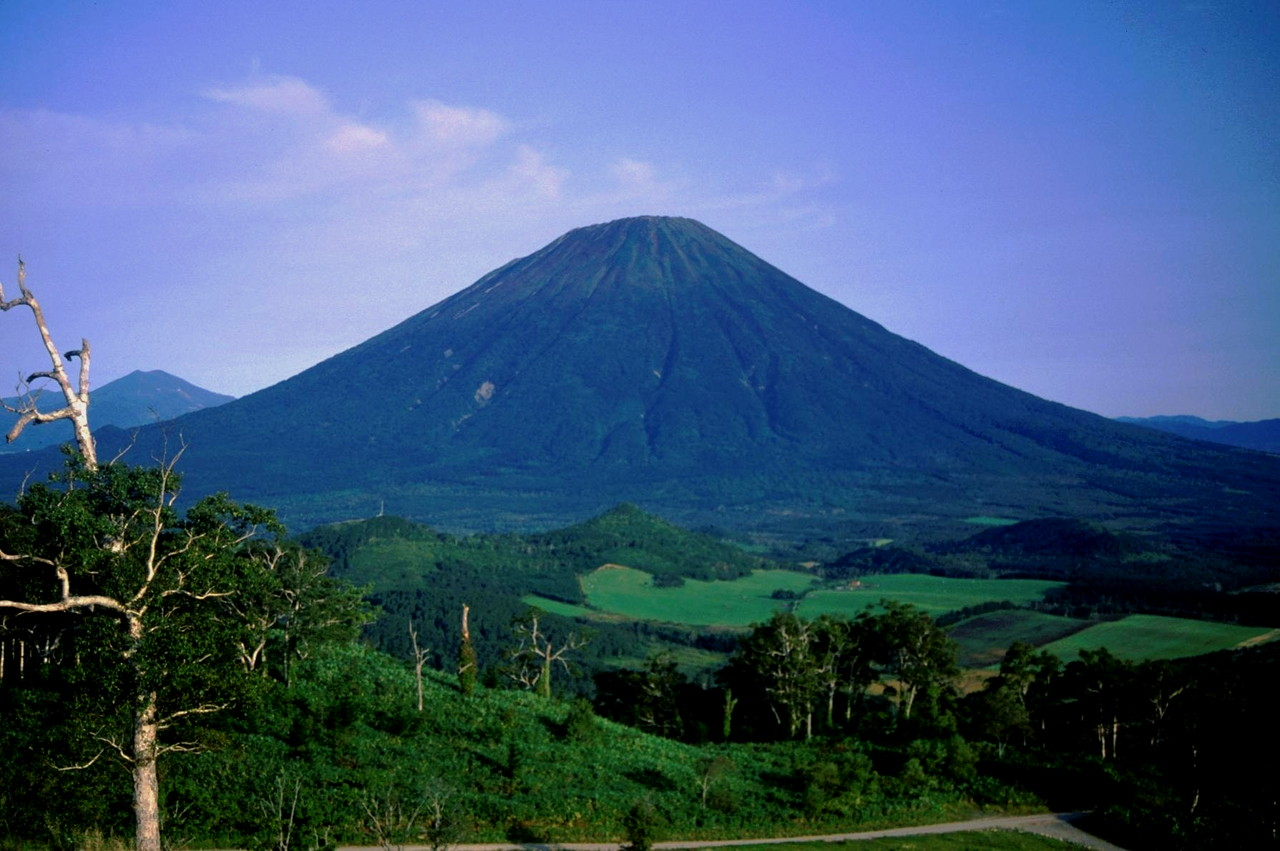
Вид на гору Йотей з гори Сірібецу
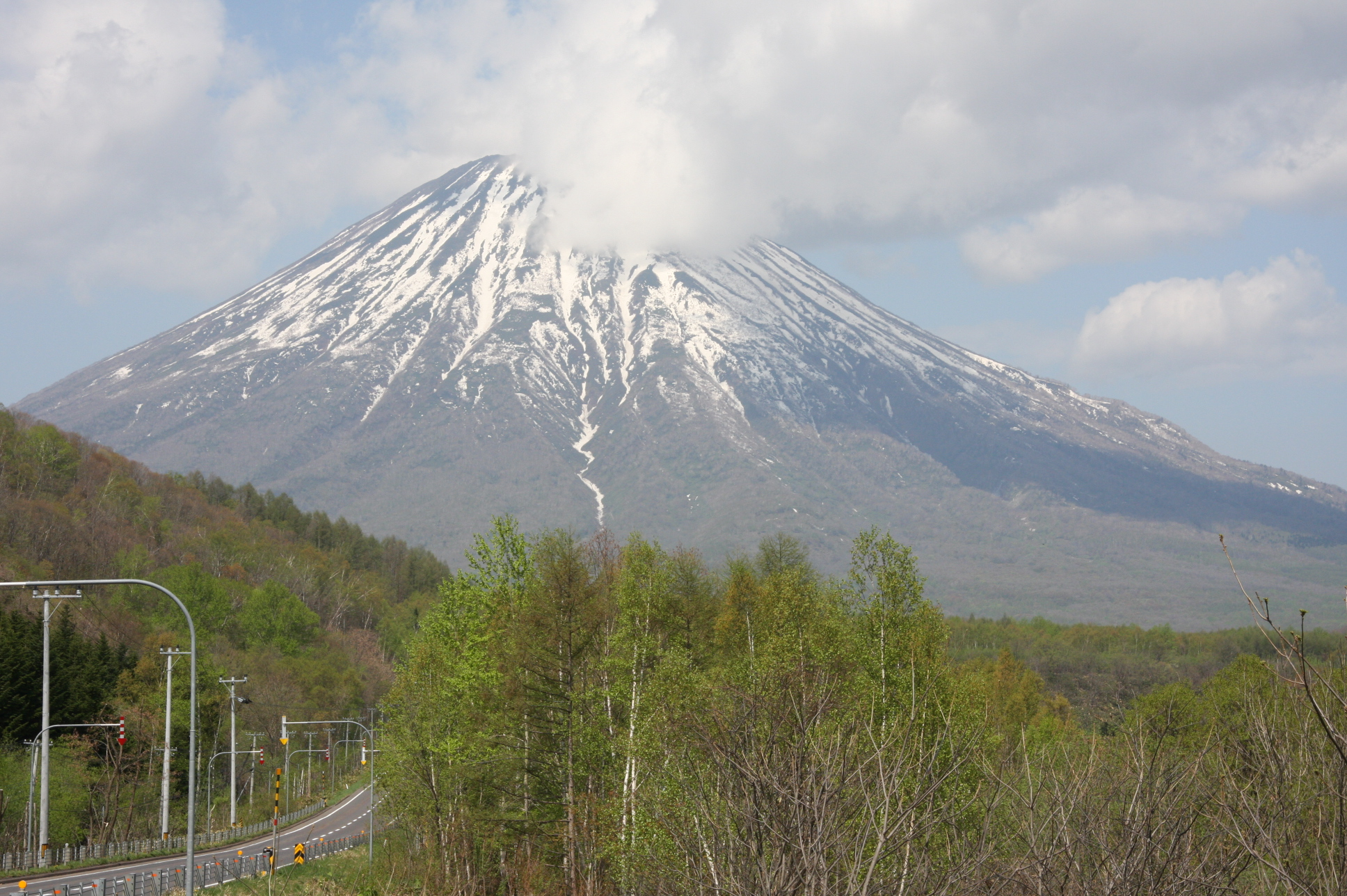
Вид на гору Йотей зміста Кімобецу
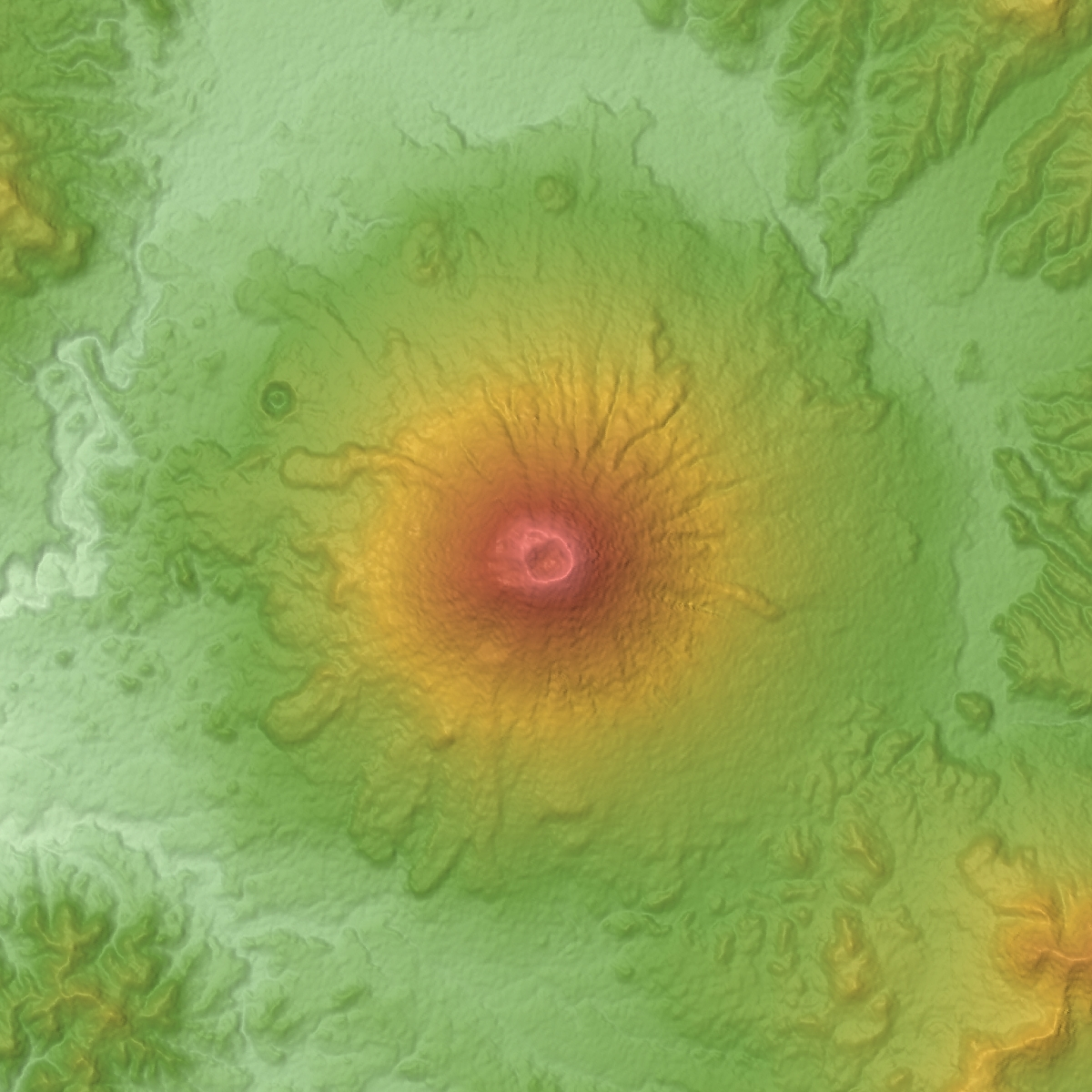
Топографічна карта гори Йотей
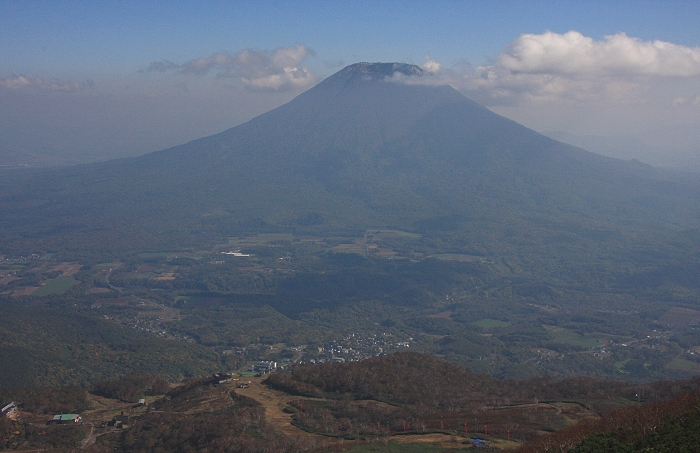
Вулкан Йотей
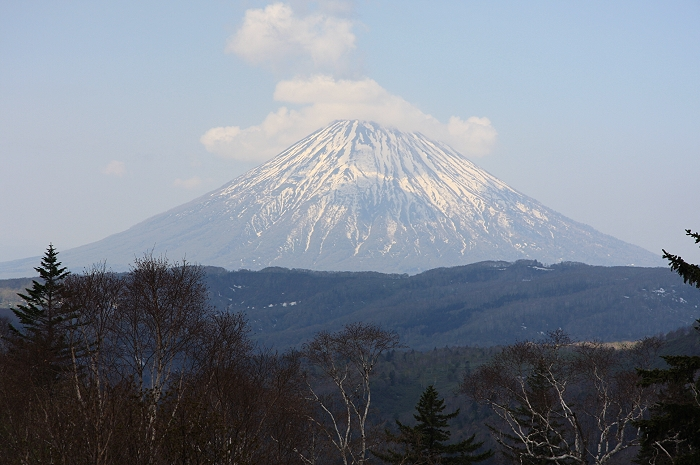
Вид на гору Йотей з перевалу Накаяма
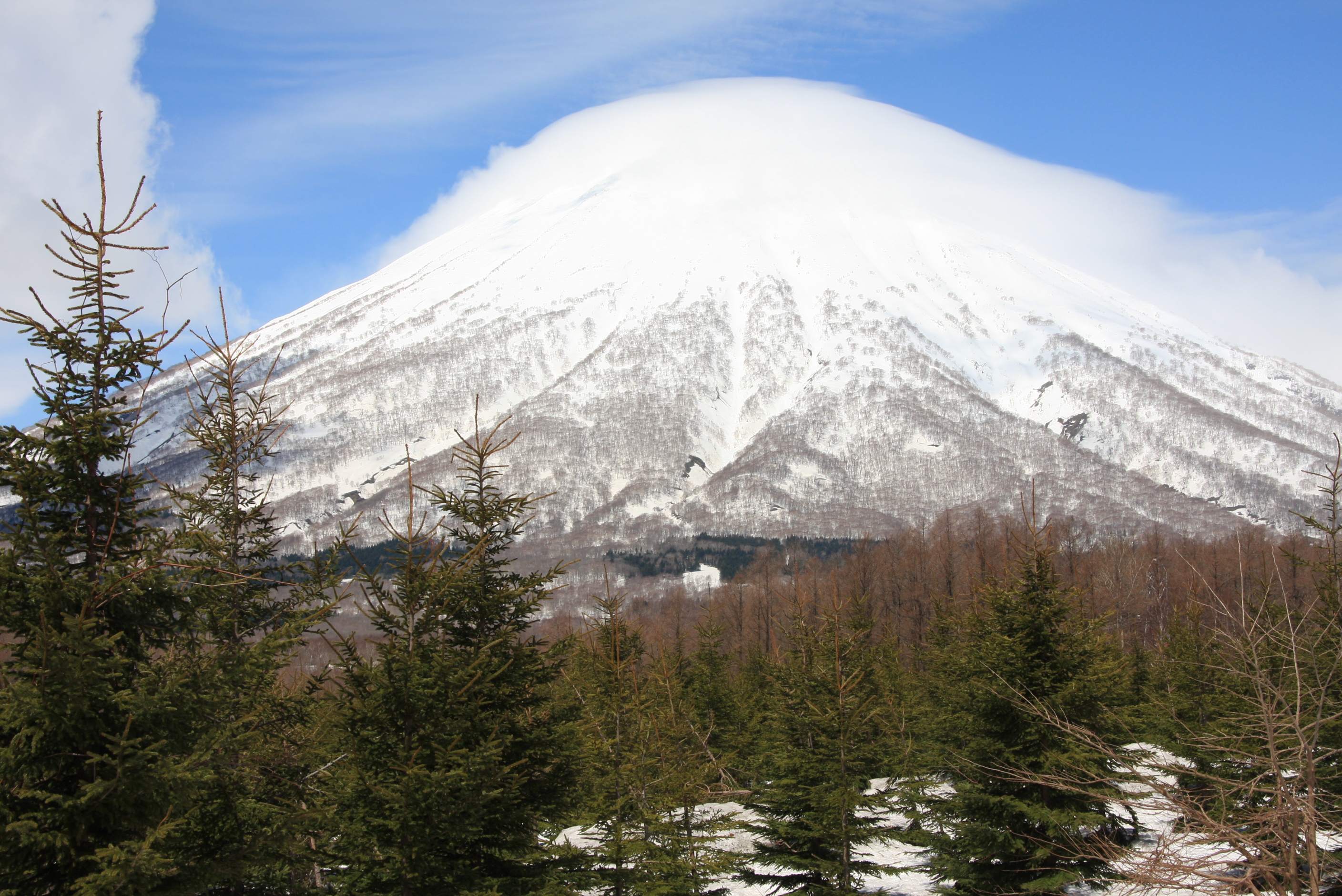
Вид на гору Йотей зміста Кьогоку
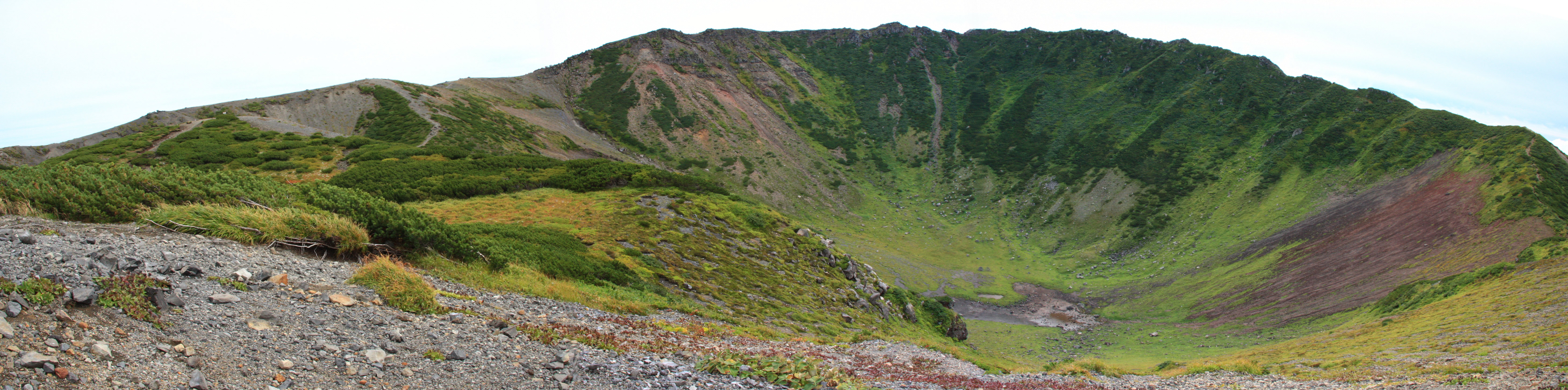
Кратер гори Йотей
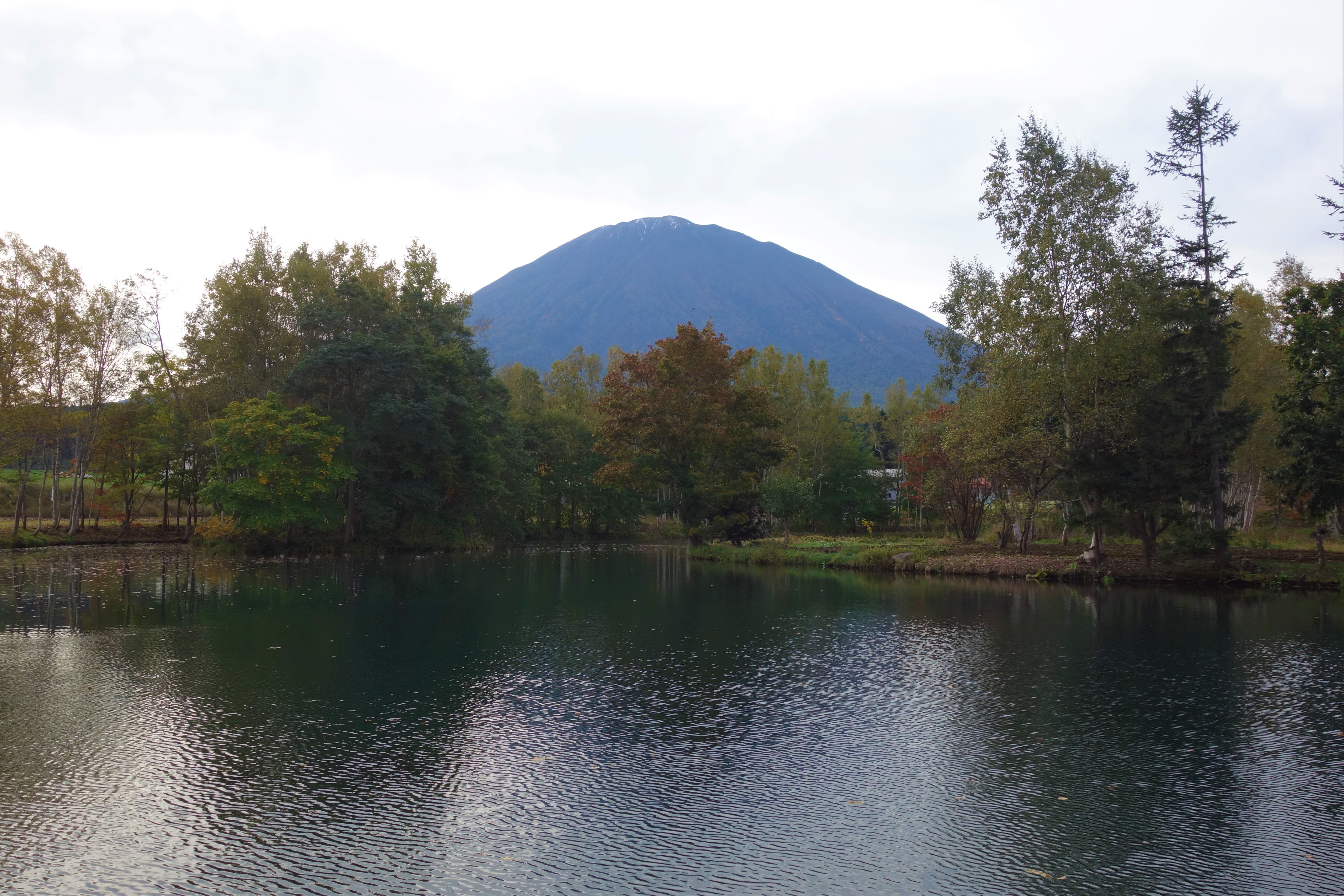
Озеро гори Йотей
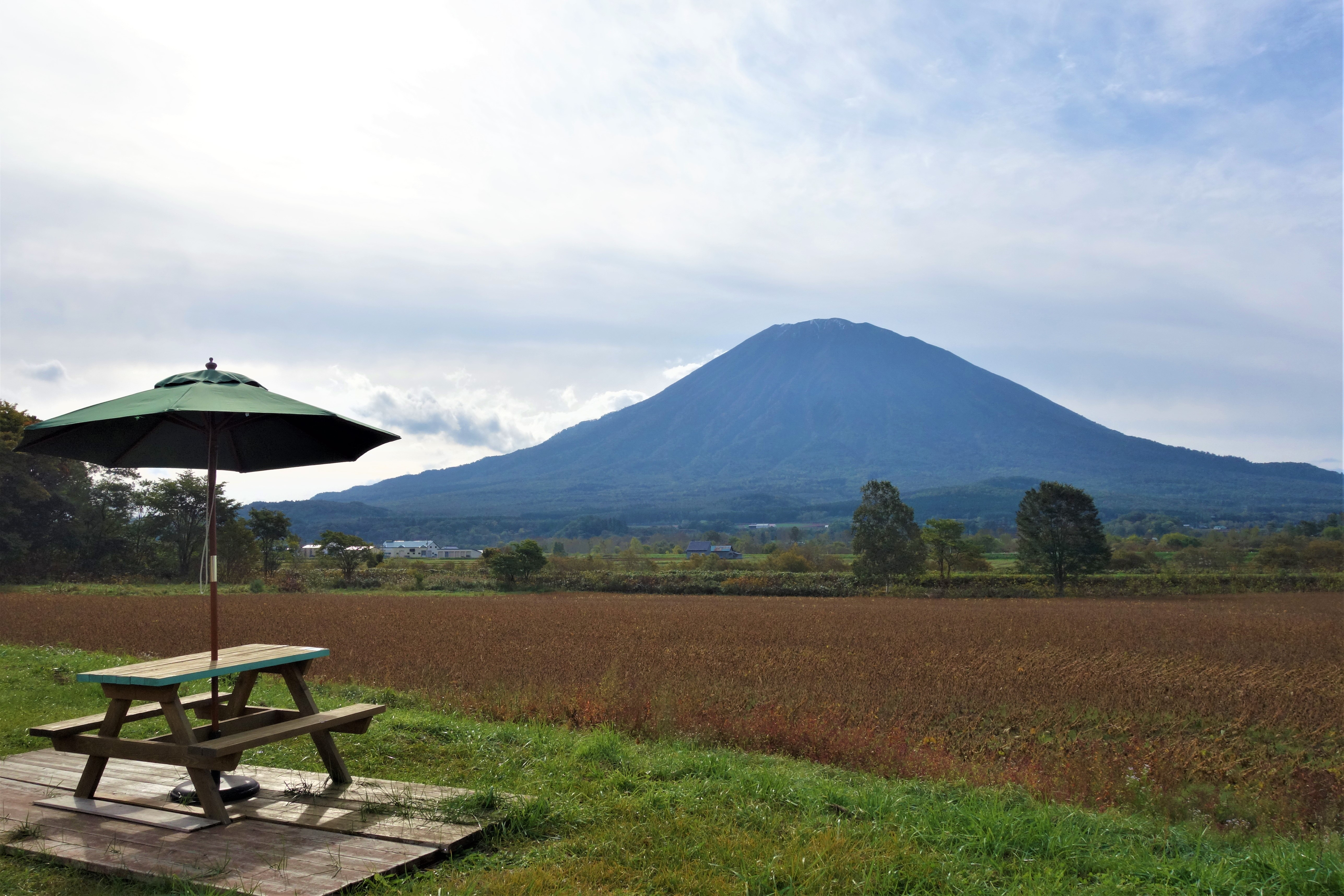
Гора Йотей з оглядового майданчика

## Дивись також
- Гора Йотей - Японське метеорологічне агентство
- Японський вулкан гора Йотей - Національний інститут передових промислових наук і технологій Геологічної служби Японії